# Bin Tepe
Bin Tepe es un yacimiento arqueológico situado en la orilla sur del lago Mármara, en la provincia de Manisa, Turquía. Formado por más de 100 túmulos, sirvió de necrópolis o para las élites de la cercana Sardes.

## Emplazamiento

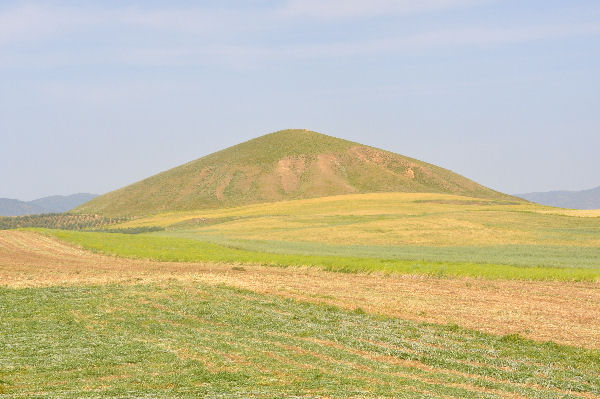
Túmulo de Aliates.

Bin Tepe se asienta sobre una caliza baja al norte de Sardes. Su elevación y su proximidad a una importante ruta de comunicación hacían que los túmulos llamaran la atención de los antiguos viajeros, como lo siguen haciendo para los visitantes modernos. La proximidad del yacimiento a los túmulos de la Edad del Bronce sugiere que pudo ser elegido para proporcionar un vínculo simbólico con el pasado. Aunque en el pasado había al menos 149 túmulos en el yacimiento, en la actualidad sólo quedan unos 115, ya que los demás han sido destruidos para convertirlos en tierras de cultivo.
Los túmulos consisten en cámaras funerarias de piedra cubiertas por grandes túmulos de tierra. Las cámaras funerarias se construyeron con losas o se excavaron en el lecho rocoso y generalmente se situaron fuera del centro para disuadir a los ladrones de tumbas. Los túmulos estaban rodeados de muros de piedra crepis que retenían el relleno de tierra y daban al túmulo un borde definido, aunque muchos de estos muros ya no se conservan.
Los primeros túmulos de Bin Tepe datan de alrededor del año 600 a. C. y parecen haber sido adaptados de los enterramientos reales de frigios en Gordio. El estilo siguió utilizándose tras la caída del Imperio lidio y muchos de los ejemplos fechables de Bin Tepe se construyeron durante el Imperio aqueménida. Los túmulos siguieron siendo un estilo de enterramiento de élite popular en Anatolia durante toda la Antigüedad, aunque coexistieron con otros, como las tumbas excavadas en la rocas y las fosas cistass durante todo el tiempo que duró su uso.

## Túmulos principales
El Túmulo de Aliates (Koca Mutaf Tepe) es el más grande del sitio, con una altura de 63 m, un diámetro de base de 330 m y un volumen total de 785 000 m3. Generalmente se acepta como la tumba del rey Lidio Aliates que murió en 560 a. C. Se ha estimado que se habrían necesitado dos años y medio para construirlo con 2400 trabajadores y 600 bestias de carga. La cámara funeraria está construida con piedra caliza y mármol con un estilo de mampostería que refleja la influencia de la Antigua Grecia  y del Antiguo Oriente Próximo. A pesar de haber sido construido para disuadir a los ladrones de tumbas, en la Antigüedad fue fuertemente saqueado. Se han encontrado pocos ajuares funerarios y ningún resto humano.
Otros dos túmulos de tamaño excepcional fueron identificados tradicionalmente como tumbas de otros reyes de la dinastía mermnada, pero estas identificaciones no son aceptadas por los eruditos modernos. El segundo túmulo más grande (Koca Mutaf Tepe) mide 53 m de altura y 230 m de diámetro en la base; su huella es aproximadamente igual a la de la Gran Pirámide de Guiza. Este túmulo se atribuyó tradicionalmente a Giges, pero los fragmentos de cerámicas del túmulo demuestran que data de al menos cuarenta años después de su reinado. Parece haber sido construido sobre un túmulo menor inacabado. Los arqueólogos han especulado con la posibilidad de que fuera construido para una reina, ya que su tamaño sugiere que se trata de un enterramiento real y ningún otro rey del periodo en cuestión es un candidato plausible.

## Historia de la excavación
Bin Tepe ha sido un elemento conspicuo del paisaje desde su construcción. El túmulo de Alates fue descrito por Heródoto en sus Historias de la siguiente manera:

...se encuentra la tumbade Aliates, padre de Creso, cuya base está formada
por grandes bloques de piedra y, por tierra apisonada,el resto de la tumba. Su construcción la costearon los
vendedores del mercado, los artesanos y las mujerzuelas del oficio. En la cima de la tumba había cinco pilares, que se conservaban todavía en mis días, y en ellos figuraba registrado lo que cada corporación había costeado en su 
construcción; y, al hacer el recuento, se podía constatar que la aportación de las mujerzuelas era la mayor
Heródoto, Historias 1, 93, 2-4.

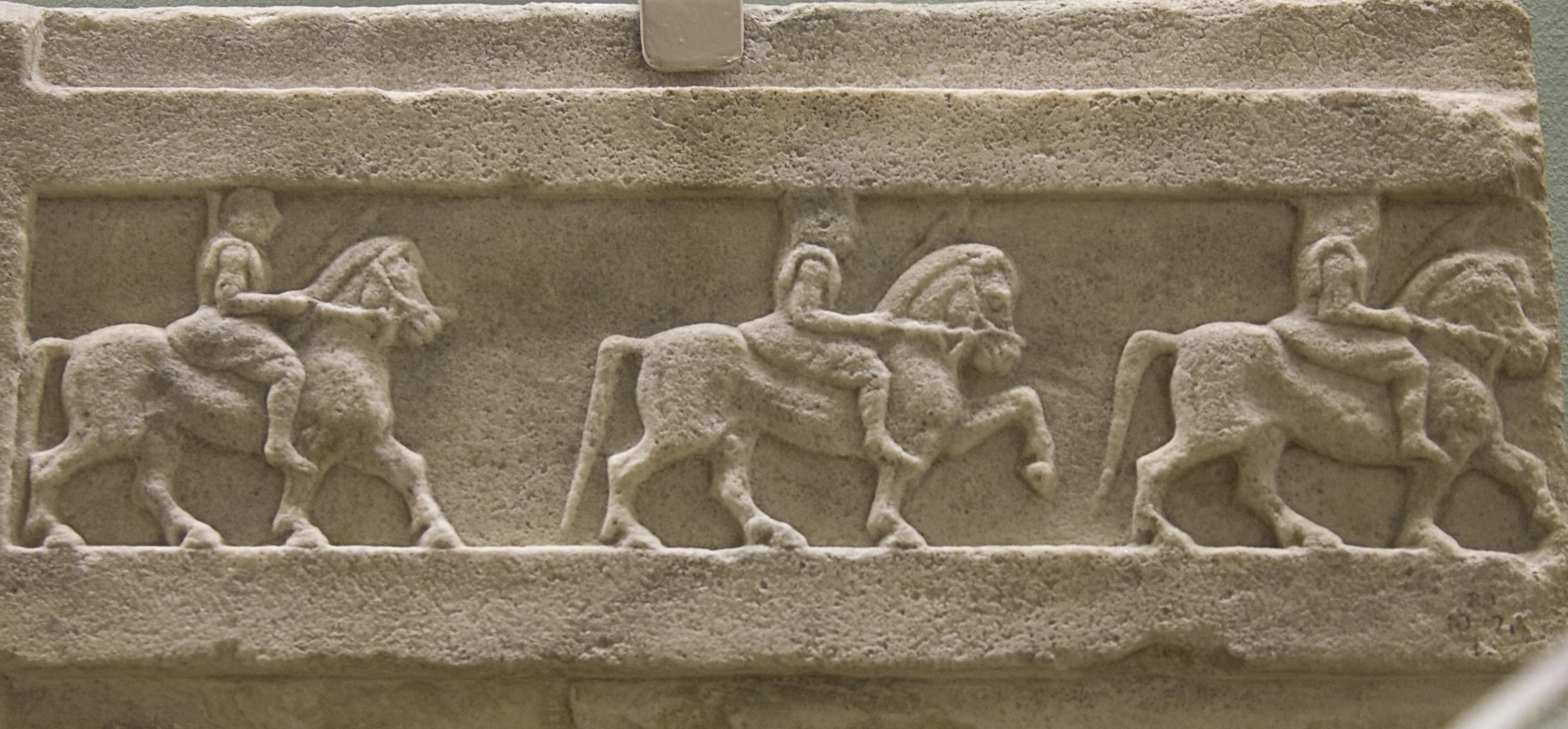
Relieve de un enterramiento de la época aqueménida en Bin Tepe.

Los túmulos han sido minuciosamente saqueados arqueológicamente desde la Antigüedad, destruyendo gran parte de las pruebas arqueológicas que contenían. El primer estudio sistemático fue realizado por el cónsul prusiano Ludwig Peter Spiegelthal, que excavó el túmulo de Aliates en 1853. Las excavaciones arqueológicas de los demás túmulos comenzaron en 1880 y continúan hasta nuestros días. A pesar de la destrucción causada por los saqueadores, las pruebas que han quedado han permitido conocer mejor la sociedad y las creencias lidias. Los túmulos son especialmente importantes para comprender el periodo persa de la historia lidia, mucho mejor atestiguado en Bin Tepe que en la propia Sardes.